# 金光宗吉
金光 宗吉（かなみつ むねきち（むねよし）、生没年不詳）は、金光安兵衛の長子。通称は与次郎。金光太郎右衛門は祖父、金光清右衛門は弟に当たる。
弟の清右衛門に比べて資料に乏しく、池田光政の治世時に岡山藩で郷士として召出となり、御野郡古松村（岡山市北区東・西古松）に居住と、仕官した経緯しか子孫の金光正男（金光敬蔵の子）の先祖書（池田家文庫）には記載されていないので、足跡がどのようなものであったかは一切不明であり、現在も有力な資料は見つかっていない（宗吉から数代後までは御野郡にいたことは確かである）。